# Aeroportul Desierto de Atacama
Aeroportul Desierto de Atacama (IATA: CPO, ICAO: SCAT) este un aeroport din Copiapó, Copiapó⁠(d), Provincia Copiapó, Regiunea Atacama, Chile ce deservește zona Copiapó. Aeroportul a fost tranzitat în 2022 de 325.823 de pasageri. A fost deschis în 2005.
Situat la o altitudine de 204 m, aeroportul dispune de o singură pistă.